# Hibiscus integrifolius
Hibiscus integrifolius là một loài thực vật có hoa trong họ Cẩm quỳ. Loài này được (Chapm.) Small mô tả khoa học đầu tiên năm 1898.